# Sauris brevipalpis
Sauris brevipalpis là một loài bướm đêm trong họ Geometridae.